# Treinadores do Grêmio Esportivo Sãocarlense
Este artigo contém uma lista em ordem cronológica, provavelmente incompleta, de treinadores do Grêmio Esportivo Sãocarlense

## Ordem cronológica
Legenda:
     Treinador efetivo
     Treinador interino
 Ascensão
 Rebaixamento
| Treinador                                    | Período         | Principais feitos |
| -------------------------------------------- | --------------- | --- |
| Jorge Afonso[carece de fontes?]              | 1976            | O clube entra na FPF no lugar do Madrugada, para disputar o atual Campeonato Paulista de Futebol - Série A2                  |
| Nogueira                                     | 1976            | |
| José Carlos Coelho                           | 1976            | |
| Renato Cabral[carece de fontes?]             | 1976            | |
| Adésio de Almeida                            | 1977            | |
| Adair Corrêa Branco[carece de fontes?]       | 1977 (interino) | |
| Ilzo Nery                                    | 1978[PERDESC]   | |
| Gibe[NOMDESC]                                | 1979            | |
| Sérgio Roberto de Almeida[carece de fontes?] | 1979 (interino) | |
| Bidon                                        | 1979            | |
| Pio                                          | 1979 (interino) | |
| Orlando Bianchini                            | 1979 – 1980     | |
| Manga[carece de fontes?]                     | 1980            | |
| Sérgio Roberto de Almeida[carece de fontes?] | 1980 (interino) | |
| Paulo D'Amico                                | 1981            | |
| Benê Ramos                                   | 1981            | |
| Ary Martha                                   | 1981            | |
| Adésio de Almeida                            | 1981 – 1982     | |
| Orlando Bianchini[carece de fontes?]         | 1983            | |
| Dalmo Gaspar[carece de fontes?]              | 1983            | |
| Osmar Di Thomazzo                            | 1983 (interino) | |
| Domingos Baroni                              | 1983            | |
| Airton Diogo                                 | 1984            | |
| Adésio de Almeida[carece de fontes?]         | 1984            | |
| Aristeu Resende                              | 1985            | |
| Pinho[carece de fontes?]                     | 1985            | |
| Benê Ramos[carece de fontes?]                | 1986            | |
| Calegari                                     | 1986            | |
| Carlos Roberto Bedinotto (Alemão)            | 1986 (interino) | |
| Adésio de Almeida[carece de fontes?]         | 1986            | |
| Pinho[carece de fontes?]                     | 1987            | Na Série A2 e rebaixado à Série A3 de 1988                                                                                   |
| Manga[carece de fontes?]                     | 1988            | |
| Vagner Benazzi                               | 1989 – 1990     | Campeão do Série A3 e promovido à Série A2 de 1990                                                                           |
| Tonho[carece de fontes?]                     | 1990            | |
| Urubatão[carece de fontes?]                  | 1990            | |
| Geninho                                      | 1990 (2 vezes)  | 4.º colocado Série A2 e promovido à Série A1 de 1991                                                                         |
| Vagner Benazzi[carece de fontes?]            | 1991            | |
| José Duarte                                  | 1991 – 1992     | |
| Hélio dos Anjos                              | 1992            | |
| Darlan Schneider[carece de fontes?]          | 1992 (interino) | |
| Darcy Marques                                | 1992 – 1993     | Vice-campeão da Copa 90 anos da Federação Paulista de Futebol                                                                |
| Norberto Lopes[carece de fontes?]            | 1993            | |
| João Magoga[carece de fontes?]               | 1993            | no Série A1 e rebaixado à Série A2 de 1994 · * Participou do Brasileiro 2ª Divisão (classif. para 1994) e não se classificou |
| Vagner Benazzi[carece de fontes?]            | 1994            | |
| Varlei Carvalho                              | 1994            | |
| Dudu                                         | 1994            | |
| Arthur Neto[carece de fontes?]               | 1995            | |
| Pinho[carece de fontes?]                     | 1995            | |
| Orlando Bianchini                            | 1996            | |
| José Galli Neto[carece de fontes?]           | 1996            | Participou do Campeonato Brasileiro de Futebol de 1996 - Série C e foi eliminado na primeira fase                            |
| Orlando Bianchini[carece de fontes?]         | 1997            | |
| Pinho[carece de fontes?]                     | 1997            | |
| en:Carlos Rabello                            | 1997            | Excursão pela Europa com participação no Trófeu Cecchi Gori                                                                  |
| Ademir Fonseca[carece de fontes?]            | 1998            | |
| Pinho[carece de fontes?]                     | 1998            | |
| Mazinho[carece de fontes?]                   | 1998 – 1999     | |
| Foguinho[carece de fontes?]                  | 02/1999         | |
| José Duarte                                  | 04/1999         | |
| Vágner Mancini                               | 1999 (interino) | |
| Giba[carece de fontes?]                      | 05/1999         | |
| George Ferreira[carece de fontes?]           | 1999            | |
| Luís Pereira                                 | 14//03/2000     | |
| Luiz Reinaldo Barbosa                        | 2000            | |
| Varlei de Carvalho[carece de fontes?]        | 2000            | |
| Serginho Chulapa                             | 2001            | |
| Walter Gama                                  | 2001            | |
| Vitor Hugo Siqueira                          | 2001            | |
| Ciro Rios                                    | 2001 (interino) | |
| Márcio Fernandes                             | 2002            | |
| Vavilson Santos[carece de fontes?]           | 2002            | |
| Marco Antônio Machado                        | 2002            | |
| Zé Rubens                                    | 2003            | 16.º colocado no Série A2 e rebaixado à Série A3 de 2004                                                                     |
| Vitor Hugo Siqueira                          | 2003 – 2004     | |
| Israel de Jesus                              | 2004            | 16.º colocado no Série A3 e rebaixado à Segunda Divisão de 2005, mas foi mantido                                             |
| Brasil                                       | 2005            | Não disputou, apesar de ter sido rebaixado, poderia ter disputado a Série A3, pois foi mantido                               |

### Melhores aproveitamentos de treinadores
| Pos. | Treinador         | Período(s)  | J  | V  | E  | D | GP | GC | SG  | %     |
| ---- | ----------------- | ----------- | -- | -- | -- | - | -- | -- | --- | ----- |
| 1.º  | Pinho             | 1985        | 30 | 12 | 11 | 7 | 29 | 16 | +13 | 58,3% |
| 2.º  | Pinho             | 1995        | 44 | 19 | 16 | 9 | 67 | 42 | +25 | 55,3% |
| 3.º  | Adésio de Almeida | 1981 – 1982 |    |    |    |   |    |    |     | %     |
| 4.º  | Vagner Benazzi    | 1989        |    |    |    |   |    |    |     | %     |
| 5.º  | José Duarte       | 1991        | 26 | 9  | 10 | 7 | 31 | 29 | +2  | 47%   |

## Observações
- NOMDESC ^  Nome do treinador total ou parcialmente desconhecido.
- PERDESC ^  Período de atuação desconhecido.